# جو سالزبوري
جو سالزبوري (مواليد 20 أبريل 1992) هو لاعب تنس محترف بريطاني، أعلى تصنيف له في الزوجي كان الأول في أبريل 2022.

## روابط خارجية
- جو سالزبوري على موقع رابطة محترفي التنس (الإنجليزية)
- جو سالزبوري على موقع الاتحاد الدولي لكرة المضرب (الإنجليزية)
- جو سالزبوري على موقع كأس ديفيز (الإنجليزية)
- جو سالزبوري على موقع خلاصة التنس.كوم (الإنجليزية)
- جو سالزبوري على موقع إي إس بي إن.كوم (الإنجليزية)
- جو سالزبوري على موقع أوليمبيديا (الإنجليزية)
- جو سالزبوري على موقع اللجنة الأولمبية البريطانية (الإنجليزية)